# 투키르

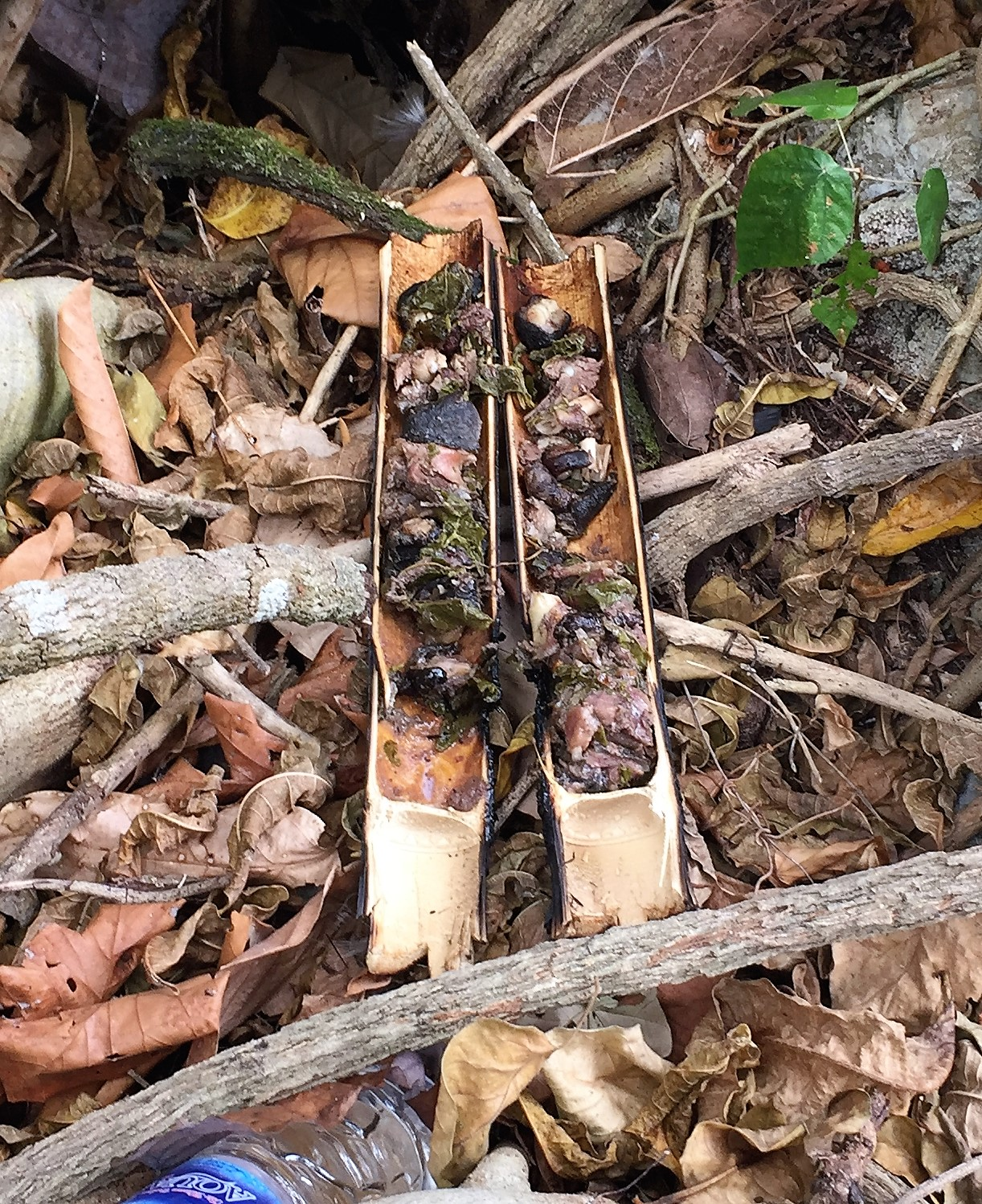
투키르

투키르(테툼어: tukir)는 동티모르의 고기 요리이다. 포르투갈 식민 지배와 인도네시아 점령을 겪으면서도 살아남은 전통 요리의 하나로, 동티모르 문화에서 중요한 의미를 지닌다.

## 종류
- 투키르 나안 비비(테툼어: tukir naan bibi)/투키르 드 카브리투(포르투갈어: tukir de cabrito): 염소고기 투키르이다.

## 만들기
염소고기 버전이 흔하지만, 다른 고기를 쓰기도 한다. 고기는 마늘, 양파, 강황, 타마린드, 레몬그래스, 라임 잎 등을 넣은 양념에 재어 두었다가 대통에 넣어서 장작불이나 숯불에 직화구이한다.

## 사진

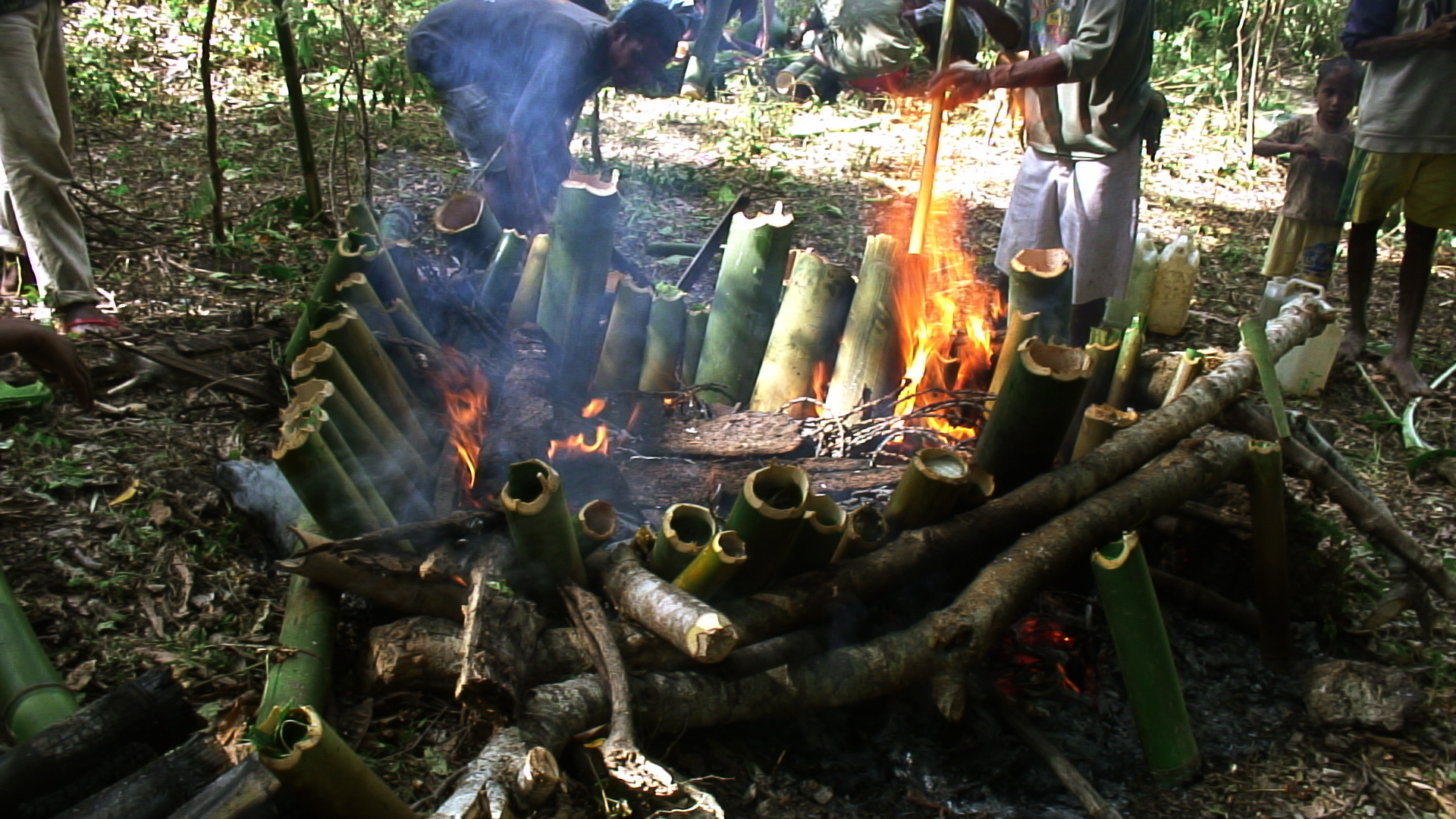
투키르가 익는 모습